# Фаулер, Генри Хартли, 1-й виконт Вулвергемптон
Ге́нри Ха́ртли Фа́улер, 1-й виконт Вулвергемптон (англ. Henry Hartley Fowler, 1st Viscount Wolverhampton; 1830—1911) — британский политический деятель и юрист. Был депутатом Палаты общин с 1880 по 1908 год, после чего был возведён в пэрство.

## Биография
Генри Хартли Фаулер родился 16 мая 1830 года в Сандерленде. Получил юридическое образование, переехал в Вулвергемптон и в 1852 году стал солиситором.
Работал советником, в 1866 году стал мэром Вулвергемптона, в 1870 году — председателем местного школьного совета. В 1880 году избрался в Палату общин от Вулверхэмптона, входил в состав Либеральной партии; в 1885 году переизбрался от Ист-Вулверхэмптона, сохранив место до 1908 года.
С 1884 по 1885 год был заместителем министра внутренних дел, в 1886 году работал секретарём в министерстве финансов, с августа 1892 по март 1894 года (в 4-м правительстве Гладстона) был министром местного самоуправления и министром по делам Индии с 1894 по 1895 год (в правительстве Розбери, выйдя вместе с ним отставку). В 1886 году Генри Фаулер стал тайным советником.
С 1905 по 1908 год Генри Хартли Фаулер был канцлером герцогства Ланкастерского, после чего был возведён в пэры.
С 1901 по 1902 год был президентом Юридического общества. По некоторым данным, в 1910 году рассматривался как кандидат на должность премьер-министра, однако не был выбран из-за плохого состояния здоровья.
Генри Хартли Фаулер умер 25 февраля 1911 года в Вулвергемптоне.